# Vasile Măstăcan
Vasile Ionel Măstăcan (* 5. November 1968 in Podu Turcului, Kreis Bacău) ist ein ehemaliger rumänischer Ruderer, der 1992 Olympiazweiter und 2001 Weltmeister im Achter war.

## Sportliche Karriere
Der 1,93 m große Vasile Măstăcan war bei den Junioren-Weltmeisterschaften 1986 Fünfter im Vierer ohne Steuermann geworden. 1992 rückte er in den rumänischen Achter und gewann bei den Olympischen Spielen in Barcelona die Silbermedaille mit 0,14 Sekunden Rückstand auf die Kanadier. Im Jahr darauf siegte bei den Weltmeisterschaften 1993 in Račice u Štětí der Deutschland-Achter mit über zwei Sekunden Vorsprung vor den Rumänen. Nach einem Jahr Pause ruderte Vasile Măstăcan 1995 im rumänischen Vierer ohne Steuermann und belegte den zwölften Platz bei den Weltmeisterschaften in Tampere. Bei den Olympischen Spielen 1996 in Atlanta ruderten Claudiu Marin, Dorin Alupei, Dimitrie Popescu und Vasile Măstăcan im rumänischen Vierer auf den fünften Platz.
1998 belegte Vasile Măstăcan den fünften Platz im Vierer bei den Weltmeisterschaften in Köln. Ein Jahr später bei den Weltmeisterschaften in St. Catharines startete er in zwei Bootsklassen. Im Vierer ohne Steuermann belegte er den achten Platz. Im Vierer mit Steuermann gewann das Boot aus den Vereinigten Staaten vor den Briten, die rumänische Crew mit Ovidiu Cornea, Vasile Măstăcan, Valentin Robu, Nicolae Țaga und Steuermann Dumitru Răducanu erkämpfte die Bronzemedaille. Im Jahr darauf erreichte Măstăcan mit dem Achter den sechsten Platz bei den Olympischen Spielen 2000 in Sydney. Bei den Weltmeisterschaften 2001 in Luzern gewann der rumänische Achter den Titel vor den Kroaten und den Deutschen. Dies war der erste Weltmeistertitel für den rumänischen Männer-Achter überhaupt. Bei den Weltmeisterschaften 2002 belegte Măstăcan noch einmal den achten Platz mit dem Achter. 